# Џозеф Рајан
Џозеф Џо Рајан (енгл. Joseph,Joe Ryan; Њујорк, 11. јул 1877 — Њујорк, 10. јануар 1939) је амерички веслач, освајач златне медаље на Олимпијским играма у Сент Луису 1904. године у трци двојаца без кормилара.
Рајан је учествовао само у такмичењу двојаца са кормиларом у којем му је партнер био Роберт Фарнан. Пошто су у овој дисциплини учествовале само три америчке посаде, медаља им је била обезбеђена пре почетка трке. Стигли су први и освојили златну медаљу.